# Zoller (Adelsgeschlecht, 1674)
Zoller ist der Name eines bayerischen Adelsgeschlechts, dessen Ahnherr Jacob Zoller aus dem Elsass stammte.
Es ist nicht zu verwechseln mit dem ursprünglich aus Vorarlberg stammenden Adelsgeschlecht Zoller, das schon 1597 zum Patriziat der Reichsstadt Memmingen gehörte.

## Adelserhebungen
- Rittermäßiger Reichsadelsstand am 18. September 1674 in Wien für Jacob Zoller aus Straßburg im Elsass.
- Immatrikulation im Königreich Bayern bei der Freiherrnklasse am 30. Januar 1816 für die Brüder Friedrich von Zoller, bayerischer Generalleutnant, und Karl von Zoller, bayerischer Feldzeugmeister.

## Wappen (1674)
In Blau ein goldener Sparren, begleitet oben von zwei goldenen Patriarchenkreuzen (ähnlich dem Lothringerkreuz), unten von einem auf grünem Berge stehenden silbernen Adler. Auf dem Helm mit rechts blau-goldenen, links blau-silbernen Decken der Adler wachsend.

## Bekannte Familienmitglieder
- Friedrich von Zoller (1762–1821), bayerischer Generalleutnant
- Karl von Zoller (1778–1849), bayerischer Feldzeugmeister
- Oskar von Zoller (1809–1866), bayerischer Generalleutnant
- Friedrich von Zoller (1843–1900), bayerischer Generalleutnant